# Cipeuyeum
Cipeuyeum is een bestuurslaag in het regentschap Cianjur van de provincie West-Java, Indonesië. Cipeuyeum telt 5309 inwoners (volkstelling 2010).